# Ginsterheiden-Wellenstriemenspanner
Der Ginsterheiden-Wellenstriemenspanner (Scotopteryx coarctaria, Syn.: Ortholitha coarctata) ist ein Schmetterling aus der Familie der Spanner (Geometridae). Der Artname leitet sich vom lateinischen Wort coarcto mit der Bedeutung „verengen“ ab und bezieht sich auf das schmale Mittelfeld auf der Vorderflügeloberseite der Falter.

## Merkmale

### Falter
Die Falter erreichen eine Flügelspannweite von 23 bis 28 Millimetern. Zwischen den Geschlechtern besteht farblich kein Sexualdimorphismus. Die Vorderflügelfarbe variiert auf der Oberseite von weißgrau über dunkelgrau bis hin zu braungrau. Die Diskalregion ist von dunklen, streifenartigen  Querlinien eingefasst und enthält einen punktförmigen Diskoidalfleck. Die weißliche  Wellenlinie hebt sich markant ab. Die Hinterflügeloberseite ist nahezu zeichnungslos graubraun gefärbt.

### Raupe
Ausgewachsene Raupen sind schlank und haben eine bräunliche bis gelbgrüne Farbe. Die dunkle Rückenlinie ist unterbrochen, die dünnen weißlichen Seitenstreifen sind undeutlich. Die Stigmen sind schwarz.

### Ähnliche Arten
Den Faltern von Phibalapteryx virgata fehlt die weißliche Wellenlinie auf der Vorderflügeloberseite.

## Verbreitung und Lebensraum
Das Verbreitungsgebiet des Ginsterheiden-Wellenstriemenspanners erstreckt sich von Spanien und Südfrankreich über Italien und die Balkanländer bis zum Ural. In Mitteleuropa ist das Vorkommen sehr lückenhaft. Hauptlebensraum sind warme Gebiete mit Kalkboden.

## Lebensweise
Die Falter sind überwiegend nachtaktiv und fliegen schwerpunktmäßig von April bis Juni. Nachts erscheinen sie an künstlichen Lichtquellen. Die Raupen ernähren sich in erster Linie von den Blättern von Ginster- (Genista), Geißklee- (Cytisus) oder Esparsettenarten (Onobrychis). Die Art überwintert im Puppenstadium.